# Dachstein (bergskedja)
Dachstein är en bergskedja i Österrike. Den ligger i den centrala delen av landet, 220 km väster om huvudstaden Wien.
Dachstein sträcker sig 5,1 km i öst-västlig riktning. Den högsta toppen är Hoher Dachstein, 2 995 meter över havet.
Topografiskt ingår följande toppar i Dachstein:
- Hinterer Türlspitz
- Hoher Dachstein
- Hoher Gjaidstein
- Hohes Kreuz
- Hunerkogel
- Kleiner Gjaidstein
- Kleiner Koppenkarstein
- Mitterspitz
- Niederer Dachstein
- Nördliches Dirndl
- Oberer Eisstein
- Vorderer Türlspitz

Trakten runt Dachstein består i huvudsak av gräsmarker. Runt Dachstein är det ganska glesbefolkat, med 25 invånare per kvadratkilometer.